# گمینا لیسکوو
گمینا لیسکوو (به لهستانی:  Gmina Lisków) یک گمینا در لهستان است که در شهرستان کالیش واقع شده‌است. گمینا لیسکوو ۷۵٫۸۳ کیلومتر مربع مساحت و ۵٬۴۵۴ نفر جمعیت دارد.